# Kolonijalne utvrde i dvorci u Gani
Kolonijalne utvrde i dvorci u Gani su skupina od trinaest fortifikacijskih trgovačkih ispostava kolonijalnih sila (uglavnom Portugala, Nizozemske i Velike Britanije) na "Zlatnoj obali" (današnja Gana). Podignuti od 1482. do 1786. godine između gradova Keta i Beyin, oni su bili važne postaje na trgovačkom putu koji su osnovali Portugalci u vrijeme velikih pomorskih otkrića, zbog čega su upisani na UNESCO-ov popis mjesta svjetske baštine u Africi još 1979. godine.
Zaštićeni spomenici su:
| Slika | Ime                   | Izgradnja     | Lokacija     | Koordinate                                  | Bilješke |
| ----- | --------------------- | ------------- | ------------ | ------------------------------------------- | --- |
|       | Fort Amsterdam (Gana) | 1645.         | Abandze      | 5°12′09″N 1°05′25″W / 5.2025°N 1.090278°W   | Izgradili su ga Englezi od 1638. – 1645. godine kao Fort Cormantine, ali ga je 1665. godine osvojio admiral Engel de Ruyter za Nizozemsku zapadnoindijsku kompaniju te je od tada ostala dijelom Nizozemske zlatne obale. Ispod nje je iznikao moderni grad Abandze. |
|       | Batenstein            | 1595. – 1600. | Butri        | 4°49′37″N 1°55′17″W / 4.826944°N 1.921389°W | Osnovali su ga Nizozemci nakon utvrde Nassau u Mouriju i smješten je kod mjesta Butre (Boutry). God. 1649., utvrda Batenstein je unapređena u trgovačku postaju. U ovoj utvrdi je 27. kolovoza 1656. godine potpisan mirovni sporazum između Nizozemaca i Ahanta, tzv. Butre mirovni sporazum. God. 1872. utvrda je, zajedno s ostatkom Nizozemske Zlatne Obale, pripala Ujedinjenom Kraljevstvu kao dio Britanske Zlatne Obale. |
|       | Dvorac Cape Coast     | 1653.         | Cape Coast   | 4°49′37″N 1°55′17″W / 4.826944°N 1.921389°W | Drvenu utvrdu su osnovali Šveđani 1653. godine kao Carolusborg, po tadašnjem švedskom kralju Karlu X. Gustavu. God. 1664. su ga zauzeli Britanci koji su ga potpuno obnovili u 18. stoljeću. Dvorac je korišten kao važna postaja u trgovini drvom, zlatom, a kasnije i robovima. |
|       | Coenraadsburg         | 1652.         | Elmina       | 5°05′04″N 1°21′03″W / 5.08444°N 1.35083°W   | Utvrdu Coenraadsburg su izgradili Nizozemci 1652. godine na brdu gdje je već bila portugalska kapela sv. Jakova (Sao Jago da Mina) koju su Nizozemci spalili 1637. godine kada su osvojili Elminu. Utvrda je trebala braniti utvrdu i grad Elmina. God. 1872. utvrda je, zajedno s ostatkom Nizozemske Zlatne Obale, pripala Ujedinjenom Kraljevstvu. |
|       | Utvrda Elmina         | 1482.         | Elmina       | 5°04′59″N 1°20′53″W / 5.083°N 1.348°W       | Utvrdu Elminu su podigli Portugalci kao Utvrdu sv. Jurja od Mine (São Jorge da Mina) kao prvu trgovačku postaju u Gvinejskom zaljevu i najstariju europsku građevinu ispod Sahare. Nizozemci su je osvojili 1637., a Britanci 1871. godine. Ona je sve to vrijeme bila jedno od najvažnijih postaja prekoatlanske trgovine robovima. |
|       | Fort Goedehoop        |               | Senya Beraku |                                             | |
|       | Fort Lijdzaamheid     | 1721.         | Apam         | 5°17′36″N 0°44′32″W / 5.29336°N 0.74226°W   | Trgovačku postaju Lijdzaamheid (niz. za "Strpljenje") iz 1697 godine su Nizozemci utvrdili 1721. godine sa zidinama i 22 topa. God. 1782. osvojio ju je britanski kapetan Thomas Shirley sa svojim brodom Leander. |
|       | Fort Metal Cross      | 1683.         | Dixcove      | 4°29′N 1°34′W / 4.48°N 1.57°W               | Utvrdu Metalni križ (Fort Metal Cross) su podigli Britanci od 1683. – 97. godine nasuprot 15 km udaljene Utvrde Fredericksburg koju su podigli Prusi. God. 1826. je napuštena, a 1868. su je preuzeli Nizozemci, da bi opet 1872. pripala Britancima. Obnovljena je od 1954. – 56. godine i u njoj je moguće prenoćiti. |
|       | Utvrda Osu            | 1652. – 57.   | Accra        | 5°19′30″N 0°06′21″W / 5.3249°N 0.1057°W     | Utvrdu Osu su izgradili Danci 1650-ih kao trgovačku postaju za trgovinu zlatom, slonovačom i robovima, i izvorno se zvala Fort Christiansborg, po tadašnjem danskom kralju, Kristijanu V. Danci su je privremeno prodali Portugalcima 1679., ali su je otkupili 1683., i 1685. godine je postala središtem "Danske Zlatne Obale". God. 1693. okupirao ju je lokalni narod Akwamu na godinu dana i opet su je prodali Dancima. Od tada je počela da propada, čemu je pridonio i sukob s Nizozemskom 1770-ih, te je obnovljena tek 1824. godine, kada je učetverostručena. God. 1850. Britanci su otkupili sve danske posjede u Gani i utvrdu su preimenovali u James Fort. God. 1862. je potres značajno oštetio utvrdu, a kasnije je postala rezidencijom kolonijalne uprave i 1950. god. je obnovljena. Kada se Gana osamostalila 1957. god., utvrda je postala Državnom vijećnicom, a od 1960. i predsjedničkom palačom, što je i ostala do danas. |
|       | Fort Santo Antonio    | 1515.         | Axim         | 5°06′N 1°23′W / 5.1°N 1.38°W                | Utvrdu sv. Antuna su podigli Portugalci 1515. god. kao trgovačku postaju, a osvojili su je Nizozemci 1642. godine. Oni su je dali poprilično proširiti i utvrditi. God. 1872. utvrda je, zajedno s ostatkom Nizozemske Zlatne Obale, pripala Ujedinjenom Kraljevstvu. |
|       | Fort San Sebastian    | 1523.         | Shama        | 5°06′N 1°23′W / 5.1°N 1.38°W                | Utvrdu sv. Sebastijana su podigli Portugalci 1523. god. kao trgovačku postaju, a osvojili su je Nizozemci 1642. godine. U njoj je sahranjen Anton Wilhelm Amo, prvi Afrikanac koji je postao europskim učenjakom i znanstvenikom, a predavao je filozofiju na sveučilištima Halle i Jena (Njemačka). God. 1872. utvrda je, zajedno s ostatkom Nizozemske Zlatne Obale, pripala Ujedinjenom Kraljevstvu. |
|       | Utvrda Ussher         | 1649.         | Accra        | 5°19′30″N 0°06′21″W / 5.3249°N 0.1057°W     | Utvrdu Ussher su izgradili Nizozemci 1649. kao Fort Crêvecoeur, a grad Ussher koji je nikao ispod nje (danas predgrađe Accre) je postao središtem "Nizozemske Zlatne Obale". God. 1862. je potres značajno oštetio, a 1872. osvojili su je Britanci i utvrdu su preimenovali u Fort Ussher. Od tada je služila uglavnom kao zatvor, a Britanci su je jako proširili i izvorni nizozemski oblik je gotovo nepropoznatljiv. |
|       | Fort Vrendenburg      | 1659.         | Komenda      | 5°18′N 1°17′W / 5.3°N 1.29°W                | Izgrađena od 1659. – 60. kao nizozemska trgovačka postaja, u studenom 1681. uništili su je mještani. God. 1663. osvojili su je Britanci, ali su je i oni napustili zbog neprijateljstva s domorocima. God. 1688. ponovno su je utvrdili Nizozemci, da bi je osvojili Britanci u siječnju 1782., te opet Nizozemci 1785. (u zamjenu za Sekondi). Naposljetku, su je rekonstrurali Britanci 1872. godine. |

Ostale znamenite kolonijalne utvrde u Gani su:
- Fort Gross-Friedrichsburg (članak na njemačkoj wikipediji), Prince's Town
- Fort Orange, Sekondi
- Fort Prinzenstein, Keta

## Poveznice
- St. George (Bermudi), Velika Britanija)
- Vaubanove utvrde (Francuska)

## Vanjske poveznice
- Fotografije na ourplaceworldheritage.com  Arhivirana inačica izvorne stranice od 10. veljače 2012. (Wayback Machine) (engl.)
- Ghana-Net: Forts and Castles of Ghana  Arhivirana inačica izvorne stranice od 26. listopada 2011. (Wayback Machine) (engl.)
- Ghana Place Names: Forts & Castles (engl.)